# ماروین مورگان
ماروین مورگان (انگلیسی: Marvin Morgan; ۱۳ آوریل ۱۹۸۳ – ۶ دسامبر ۲۰۲۱) بازیکن فوتبال اهل بریتانیا بود.
از باشگاه‌هایی که در آن بازی کرده‌است می‌توان به باشگاه فوتبال ووکینگ، باشگاه فوتبال آلدرشات تاون، باشگاه فوتبال داگنم و ردبریج، باشگاه فوتبال هاوانت و واترلوویل، باشگاه فوتبال شروزبری تاون، باشگاه فوتبال پلیموث آرگیل، باشگاه فوتبال ویلدستون، و باشگاه فوتبال هارتل پول یونایتد اشاره کرد.